# Хайнрих фон Бюлов (рицар)
Хайнрих фон Бюлов (на немски: Heinrich von Bülow; † сл. 1478) е рицар, „кнапе“, благородник от стария род Бюлов от Мекленбург.
Той е син на Клаус фон Бюлов († 1391/1403). Внук е на рицар Хайнрих (Хенеке) XII фон Бюлов († пр. 1387) и правнук на рицар Готфрид фон Бюлов († сл. 1335).

## Фамилия
Хайнрих фон Бюлов се жени за Илзаба фон дер Люе († 1468). Те имат два сина:
- Вико фон Бюлов († 1506), женен I. за Елизабет фон Платен, II. за Армгард фон Шперлинг; има общо два сина
- Йоахим фон Бюлов († 1495), женен за Анна фон Погвиш († 1495); имат син

Хайнрих фон Бюлов се жени втори път за Маргарета фон Грабов. Те имат дъщеря и син:
- Хиполита (I) фон Бюлов, омъжена за Гебхард XVI фон Алвенслебен († 1494)
- Клаус фон Бюлов († сл. 1481)